# Steven Holcomb
Steven Holcomb (14. april 1980 – 6. maj 2017) var en amerikansk bobslædekører, der konkurrerede fra 1998 indtil sin død I 2017. Ved vinter-OL 2010 i Vancouver vandt han firemandskonkurrencen i bobslæde for USA - den første guldmedalje til landet i denne konkurrence siden 1948. Ved vinter-OL 2006 i Torino, blev han nummer seks i samme konkurrence og nummer 14 i tomandskonkurrencen.

## Død
Den 6. maj 2017 blev Holcomb fundet død på sit værelse i det amerikanske olympiske træningscenter i Lake Placid, New York, i en alder af 37 år.